# ハムディ・ハルバウィ
ハムディ・ハルバウィ（Hamdi Harbaoui 、1985年1月5日 - ）は、チュニジア・ビゼルト出身の元プロサッカー選手。元チュニジア代表。現役時代のポジションは、フォワード。

## 経歴

### クラブ
2016年5月、ウディネーゼ・カルチョと3年契約を結んだ。しかし全く出番がなく、3ヶ月後にRSCアンデルレヒトにレンタルで加入。2017年1月、今度はシャルルロワSCにレンタルで加入。

### 代表
2012年5月開催の親善試合・ルワンダ戦で代表初出場。初ゴールを含む2ゴールを挙げ5-1の大勝に貢献した。

## タイトル

### 個人
- ジュピラー・プロ・リーグ得点王 (3) : 2013-14, 2017-18, 2018-19